# Macau Tower
Macau Tower Convention & Entertainment Centre, även känt som Macau Tower, är ett torn i Macao, Kina. Tornet är 338 meter högt och ingår i World Federation of Great Towers. Tornet har en roterande restaurang.